# La locandiera (film, 1944)
Pour les articles homonymes, voir La locandiera (homonymie).
Pour plus de détails, voir Fiche technique et Distribution.
La locandiera   est un film italien réalisé par Luigi Chiarini et sorti en 1944.
Adapté de la pièce La locandiera de Carlo Goldoni, écrite en 1752 et créée en janvier 1753 au Teatro Sant'Angelo de Venise, ce film est considéré comme une œuvre majeure du courant du cinéma italien du début des années 1940 : le calligraphisme.

## Synopsis
En 1750 à Venise,  Mirandolina est une jeune aubergiste aussi belle qu'espiègle, courtisée à la fois par un marquis amateur du bon goût et par un comte rustre, jaloux de son rival. Le Cavaliere di Ripafratta, un noble à l'accent toscan, sans charme et plutôt grossier, fait son apparition ; il déclare ne pas aimer la gent féminine qui est sans intérêt. 
Son arrivée déchaîne une vague de jalousie. Le Cavaliere se rapproche de Mirandolina qui pour se divertir fait semblant de tomber amoureuse de lui, se délectant par avance de la haine que le marquis et le comte ne manqueront d'éprouver pour le toscan,  tous les trois formant un trio uni par une profonde amitié. 
Après diverses intrigues et péripéties, Mirandolina, ayant réussi à démasquer l'hypocrisie du Cavaliere, déclare que tout cela n'est qu'une plaisanterie et qu'elle s'est joué de tous les prétendants. Son véritable amour est Fabrizio, l'honnête serveur de l'auberge.

## Fiche technique
- Titre français : L'Aubergiste
- Titre original : La locandiera
- Réalisation : Luigi Chiarini
- Scénario : Luigi Chiarini, Umberto Barbaro, Francesco Pasinetti
- Décors :Guido Fiorini
- Costumes :Gino Carlo Sensani
- Photographie :Carlo Nebiolo
- Son :
- Montage :Maria Rosada
- Musique : Achille Longo
- Production :Centro Sperimentale di Cinematografia
- Société de production : ENIC
- Société de distribution :Società Italiana Cines
- Pays d’origine :  Royaume d'Italie
- Langue : Italien
- Format : Noir et blanc - Mono
- Genre :Comédie
- Durée : 71 minutes
- Dates de sortie : 
  - Royaume d'Italie : 23 décembre 1944

## Distribution
- Luisa Ferida : Mirandolina
- Armando Falconi : marquise de Forlimpopoli
- Osvaldo Valenti : chevalier de Ripafratta
- Camillo Pilotto : comte d'Albafiorita
- Elsa De Giorgi : Ortensia
- Paola Borboni : Dejanira
- Olga Solbelli : comtesse d'Albafiorita
- Mario Pisu : Fabrizio
- Carlo Micheluzzi
- Emilio Baldanello : Brighella
- Ernesto Zanon : Arlequin
- Gino Cervi : poète
- Mario Siletti : Pandolfo
- Andrea Volo
- Pina Piovani

### Doublage voix
- Augusto Marcacci : Osvaldo Valenti
- Lidia Simoneschi : Luisa Ferida

## Histoire
Le film a été tourné au Centro Sperimentale di Cinematografia jusqu'au début des bombardements de Rome par les alliés qui provoquent le départ de l'équipe pour Venise en septembre 1943 où le film est terminé. Le 8 septembre 1944, le film est en cours de montage et la date de diffusion programmée au mois de décembre 1944. Néanmoins, la date visée par la censure, document N°427, indique le 25 février 1946.